# Yves Boiret
Yves Boiret, né le 28 mars 1926 à Fontenay-aux-Roses et mort le 25 mars 2018 dans le 13e arrondissement de Paris,, est un architecte français, membre de l'Académie des beaux-arts depuis 2002.

## Biographie
Yves Boiret fait ses études à l'École nationale supérieure des beaux-arts à Paris dont il sort diplômé en 1955. Il travaille alors avec son père, Georges Boiret, puis devient architecte en chef des Monuments historiques en 1963. Il est Inspecteur général des Monuments historiques à Paris et en Île-de-France jusqu'en 1992.
Le 6 novembre 2002, Yves Boiret est élu à l'Académie des Beaux-Arts dans la section d'architecture, au fauteuil numéro 10, créé par décret en 1998. Il en est donc le premier occupant. Il est reçu sous la Coupole en 2003 par son confrère Marc Saltet. Il travaille à la conservation du domaine de Chantilly depuis plusieurs nombreuses années.

## Œuvres
- Chapelle Saint-Daniel à Asnières-sur-Seine

Restaurations
- Palais abbatial de Saint-Germain-des-Prés à Paris
- Cathédrales de Beauvais, de Senlis, de Reims, de Toulouse
- Couvent des Jacobins et Basilique Saint-Sernin à Toulouse
- Couvent du Val-de-Grâce à Paris
- Domaine de Chantilly, Château de Vincennes

Missions à l'étranger
- Sur le site d'Angkor
- Au Saint-Sépulcre de Jérusalem

## Distinctions
- Grand Prix national du Patrimoine en 1991